# テレ玉ニュース
テレ玉ニュース（テレたまニュース）は、テレビ埼玉（TVS）で放送されるニュース番組である。なお、2018年4月以降このタイトルで放送しているレギュラー番組はないが、本項目では総称として扱う。

## 概要
主に埼玉県内のニュースと関東地方の天気予報が放送されている。開局当初から2006年3月31日までは「TVSニュース」であった。翌4月より同局の愛称を「テレ玉」に決定したことに合わせて、現行のタイトルに変更されているが、週末のタイトルは「テレ玉NEWS&WEATHER」（同局の電子番組ガイド（EPG）では「テレ玉ニュース&お天気マップ」）となっている。以前平日の殆どの時間帯で情報番組に内包されていたが、2009年3月30日より全日独立番組として放送されている。
現在朝帯に情報番組を設けていないため、同局には朝にはニュース枠が存在しない。代替としての千葉テレビ放送（CTC）から朝まるJUSTをネットして放送中である（首都圏トライアングル・放送時間は6:30 - 7:00）2011年4月以降は『ハピはぴ・モーニング〜ハピモ〜』をネット。ただ同番組でのニュース枠は全国ニュースおよび千葉県内のニュースであり、埼玉県内のニュースは放送していない。以前は情報番組『情報あさびん』の中でニュース枠があった。なお「あさびん」終了後の天気予報に関しては、代替としてお天気マップを7:00からの5分間に新設された。現在は7:55に移動され、自動音声によるものが放送されている。
地上デジタル放送では、デジタル放送開始当初からハイビジョン制作となっている。当初はスタジオのみであったが、2006年6月より天気予報で使われている気象画面、2007年6月より取材映像（一部をのぞく）がそれぞれハイビジョン化された。現在は全編ハイビジョン放送となっている。
平日昼のテレ玉ニュース、『テレ玉イブニングNEWS』（2009年3月27日まで『ひるたま』『ごごたま』内のテレ玉ニュース）の一部のニュース素材に限り、インターネット・モバイル両方で動画配信が行われている。アスペクト比は16:9であるため、携帯からはレターボックスという形で配信が行われている。2010年度にインターネット向けの動画配信は一旦中止となったが、その後、Yahoo!ニュースにて一部の動画を配信している。
2013年4月改編より、平日昼と週末夕方の番組タイトルを、「News&Weather」に変更。また同年度は「ごごたま」の17時台の最初に1本のみのニュースコーナーがあった。
2015年4月改編より、番組タイトルを平日昼は「テレ玉ニュース」、週末夕方を「ウィークエンドニュース」に変更。
2018年4月改編より、番組タイトルを、平日昼は「ニュース1155」に、平日夕方は「ニュース545」に、週末夕方を「ウィークエンドニュース サタデー・サンデー」に変更した。これにより、当局のニュース番組から「テレ玉」が消滅した。
新型コロナウイルスの感染拡大を受けて、政府が緊急事態宣言を発令したことにより、制作スタッフとアナウンサーを2班体制に分けた。このため、2020年4月20日から同年5月28日まで2人制の番組は1人制に変更、1人制の番組でも特別シフトで担当していた。
2021年1月7日、新型コロナウイルスの感染再拡大を受けて、政府が東京都・埼玉県・神奈川県・千葉県を対象に、2回目の緊急事態宣言を発令したことにより、同年1月14日から制作スタッフとアナウンサーを2班体制に分けた。このため、再び2人制の番組は1人制に変更、1人制の番組でも特別シフトで担当していた。同年3月21日に全面解除されたが、翌3月22日以降、『ニュース545』が2人制を廃止し、1人制を継続している。
2021年8月10日より、「テレ玉NEWS」YouTubeチャンネルが開設された。

## 放送時間

### 平日の昼（「ニュース1155」）
情報番組「ひるたま」の終了に伴い、2009年3月30日より新設。2013年3月まで「テレ玉ニュース」、2013年4月1日より2015年3月31日まで「News&Weather」のタイトルで放送。2015年4月1日より2018年3月30日までは再度「テレ玉ニュース」で放送していた。2018年4月2日より現在のタイトルに。2018年3月までは放送中に番組ロゴ等は一切表記されていなかったが、現タイトルになってからは「ニュース930」のフォーマットを流用したため、ニュース映像を流している間は画面右上に番組ロゴが表示されるようになった（2018年9月28日まで。10月以降は全報道番組共通のデザインに変更）。
高校野球埼玉大会の中継期間中は、2010年度まで雨天中止時や予備日を含め休止となっていた。2011年度より野球中継を一時中断して、また、雨天中止時や予備日さらに普段この時間帯に放送されていない土・日曜日でも、放送時間をずらしてそれぞれ放送されるようになった。
また、高校野球以外に、全国高等学校サッカー選手権大会埼玉県大会の準決勝の中継時にも第1試合終了後に放送している。
2020年の「令和2年度 夏季埼玉県高校野球大会」期間中は第1試合終了後、『TELETAMA NEWS』を放送。事実上、約2年4か月半ぶりに『テレ玉ニュース』の名称が復活となった。2021年の「第103回全国高等学校野球選手権埼玉大会」期間中は第2試合終了後に放送している。
2023年12月8日をもって終了し、同年12月11日より後述の『ニュース&ウェザー』として放送した、2024年2月6日は、大雪関連のニュースを伝えるため、同日限定で復活した。また、同年3月21日には、9:08頃に加須市で震度5弱の揺れを観測した地震を受けて、番組名を『ニュース&ウェザー』とした上で、顔出しでの放送を同日限定で再び復活した。
2024年上期番組改編により、2024年4月1日から放送を再開した。
- 放送時間
  - 11:55 - 12:00

2011年4月4日より変更。4月1日までは12:25 - 12:30であった。

- 担当アナウンサー
  - 亀谷渉子
  - 前村里菜
  - 塚田舞
  - 野口美和
- タイムテーブル
  - 県内ニュース
  - 天気予報
- 使用スタジオ
  - Mスタジオ

### 平日の昼（「ニュース＆ウェザー」）
2024年12月11日より放送開始。
- 放送時間
  - 11:55 - 12:00

2023年12月8日まで放送していた「ニュース1155」と異なり、キャスターは出演せず。
「お天気マップ」と同様な気象画面で天気予報が流れ、L字画面下部にニュースがテロップ表示で流れる。
「お天気マップ」と同様の自動音声で、天気予報を読み上げる。
BGMは村松健「Flying Together」
2024年上期番組改編により、2024年3月29日を以って放送を終了した。

### 平日の夕方（「ニュース530」）
- 放送時間
  - 17:30 - 18:00
- キャスター：佐々木真奈美、前村里菜、野口美和、亀谷渉子（木・金）
- 2018年3月までの内容は「EveningNews」を、2024年9月までの内容は「ニュース545」を参照。
- 使用スタジオ
  - Mスタジオ（2018年3月までは、「ごごたま」や「マチコミ」の第2スタジオを使用していた）

### 平日（月 - 木）の夜（「ニュース930」）
- 放送時間
  - 21:30 - 21:45

キャスター：前村里菜、野口美和、塚田舞、佐々木真奈美
- 使用スタジオ
  - Mスタジオ

2022年2月23日は『浦和レッズスーパーマッチ』（録画中継）が22:00まで放送されたため、22:00から代替として『TELETAMA NEWS』を放送。

### 平日（金）の夜（「ニュース930plus」）
- 放送時間
  - 21:30 - 22:00

キャスター：佐々木真奈美・前村里菜
- 使用スタジオ
  - 第1スタジオ

### 週末の夕方（「ウィークエンドニュース サタデー・サンデー」）
- 放送時間
  - 17:45 - 17:55
  - 2013年3月31日までのタイトルは「テレ玉NEWS&WEATHER」のタイトルで放送された。
  - 2013年4月6日より2015年3月28日までは「News＆Weather」のタイトルで放送された。
  - 2015年3月29日より2018年3月31日までは「ウィークエンドニュース」のタイトルで放送された。
  - 2018年4月1日より現在のタイトルで放送。（2018年9月30日まで電子番組表では「ウィークエンドニュース」と表示されていた。）
- 担当アナウンサー
  - 山崎薫子

※都合により、他のテレ玉アナウンサーが担当することがある。
- 代理アナウンサー
  - 春山恵理（2017年2月11日[13][14]・2月12日[13][14]・2月18日[13][15]・2月19日[13]・2月26日[13][15]・3月4日[16]・3月5日[16]・3月12日[16]・3月18日[16]・3月19日[16]・3月25日[16]・3月26日[16][17]）
  - 磯部恵美
  - 藤田りえ（2018年12月9日[注 1]・2021年6月26日[注 2]・6月27日[22]・7月3日[23]・7月10日[24][25]・7月11日[24][25]・8月21日[26][27]・9月4日[27][28]）
  - 荻野仁美（宮田の産休による 2021年7月17日 - 8月15日、8月22日 - 8月29日、9月5日 - [29]）
  - 塚田舞（2023年5月27日）
  - 野口美和 （2023年5月28日）
- タイムテーブル
  - 県内ニュース
  - 天気予報
- 使用スタジオ
  - Mスタジオ

### 年末年始
- 放送時間
  - 17:45 - 17:55 （ - 2018年度）
  - 17:50 - 18:00 （2019年度 - ※平日のみ、週末は同上）
    - 2012年度までは「テレ玉NEWS&WEATHER」のタイトルで放送された。
    - 2013年度 - 2014年度は「News&Weather テレ玉」のタイトルで放送された。
    - 2015年度 - 2017年度は「テレ玉ニュース」（平日のみ。土曜・日曜は「ウィークエンドニュース」）のタイトルで放送された。
    - 2018年度は「ニュース545」（平日のみ。土曜・日曜は「ウィークエンドニュース サタデー・サンデー」）として放送された。
    - 2019年度は「Evening NEWS」（平日のみ。土曜・日曜は「ウィークエンドニュース サタデー・サンデー」）として放送された。同局が「イブニングニュース」の名称を使用するのは「EveningNews」以来、約1年9か月ぶりである。
    - 2020年度は「TELETAMA NEWS」（平日のみ。土曜・日曜は「ウィークエンドニュース サタデー・サンデー」）として放送している。同局が「テレ玉ニュース」の名称を使用するのは、平日昼版では約2年9か月ぶり、年末年始版では約3年ぶりである。
- 担当アナウンサーはシフト勤務
- タイムテーブル
  - 県内ニュース
  - 天気予報
- 使用スタジオ
  - Mスタジオ

## 選挙開票速報
- 衆議院議員総選挙と参議院議員通常選挙、統一地方選挙、埼玉県知事選挙、さいたま市選挙の開票速報は、報道特別番組として選挙日の開票終了後に放送される。放送時間は選挙ごとに異なっているため、当該時間に放送中のレギュラー番組は、放送休止あるいは放送時間を移動させて放送。

全議席（衆議院議員総選挙・参議院議員通常選挙・統一地方選挙は埼玉県内）が確定されるまで放送され、時間内に確定されない場合は延長となる。以降に番組が入っている場合は、開始時間を繰り下げて対応。ただし開票が大幅に遅れる見込みがあった場合には番組を終了させ、以降の番組にL字型画面を確定されるまで随時挿入される（ワンセグは放送機器の関係上、非表示となっている）。
- その他の市町村長選挙と市町議会選挙は、開票終了後番組にL字型画面を確定されるまで随時挿入される（上記通りワンセグは非表示）。市長選挙の開票速報に関しては、一時期特別番組を設けずL字画面のみで対応されたものの、2010年4月25日の加須市長選挙より再び報道特別番組を設けるようになった。現在は、市長選投票日の23:30 - 23:45に報道特別番組として開票を速報し、以降の番組は15分時間を繰り下げて放送する。

## 過去の担当アナウンサー
旧称の「TVSニュース」時代を含める（平日シフト期間、TVSアナを除く）。括弧内は担当期間である。
- 伊藤正士
- 高橋恵子
- 大野由美
- 渥美佳代子
- 増田ひろみ
- 淵沢洋香
- 土屋雪子
- 川越こず恵
- 鹿島千穂
- 竹下裕理（2005.12 - 2006.3）
- 水野真里子（2006.4 - 2007.3、土曜）
- 竹内真理（2006.4 - 2007.3、日曜）
- 小池文美（2007.4 - 2014.3、土日）
- 荒木優里
- 平川沙英
- 宮田愛子
- 荻野仁美（2021.8 - 2023.3、金土日）
- 菅久瑛麻
- 望月麗奈
- 塩原桜
- 出口朋香
- 山崎薫子